# Asociación Deportivo Pasto
Asociación Deportivo Pasto, eller oftast Deportivo Pasto, är en professionell fotbollsklubb från Pasto i sydvästra Colombia. Klubben grundades den 12 oktober 1949 och spelar sina hemmamatcher på Estadio Departamental Libertad som tar 25 000 vid fullsatt. Klubben har vunnit det colombianska mästerskapet vid ett tillfälle, 2006, och fick därmed deltaga i Copa Libertadores första gången (säsongen 2007). Under Copa Libertadores-spelet lyckades klubben inte ta en enda poäng, utan de kom sist med noll poäng på sex matcher i sin grupp med en målskillnad på minus 11.